# Euxoa extranea
Euxoa extranea är en fjärilsart som beskrevs av Smith 1887. Euxoa extranea ingår i släktet Euxoa och familjen nattflyn. Inga underarter finns listade i Catalogue of Life.